# Большой Изырак
Большой Изырак — село в Маслянинском районе Новосибирской области. Административный центр Большеизыракского сельсовета.

## География
Площадь села — 327 гектара.

## Население
| 2002 | 2007 | 2010 |
| ---- | ---- | ---- |
| 685  | ↗714 | ↘594 |

## Инфраструктура
В селе по данным на 2007 год функционируют 1 учреждение здравоохранения и 1 учреждение образования.